# Cornelia Oschkenatová
Cornelia Oschkenatová, rozená Riefstahlová (* 29. října 1961, Neubrandenburg) je bývalá východoněmecká atletka, která se věnovala krátkým překážkovým běhům. Je halovou mistryní světa (1987) a trojnásobnou halovou mistryní Evropy (1985, 1986, 1988).
Úspěchy získala také pod širým nebem. Na ME v atletice 1986 ve Stuttgartu získala stříbrnou medaili, když cílem proběhla v čase 12,55 s. O rok později vybojovala bronz na druhém ročníku MS v atletice v Římě. Reprezentovala na letních olympijských hrách 1988 v jihokorejském Soulu, kde ve finále skončila na posledním, osmém místě v čase 13,73 s. Těsně pod stupni vítězů, čtvrtá doběhla na evropském šampionátu ve Splitu v roce 1990. Na Mistrovství světa v atletice 1991 v Tokiu skončila v úvodním rozběhu.
25. února 1989 zaběhla ve Vídni na šedesátce s překážkami nový světový rekord, jehož hodnota byla 7,73 s. Tento čas je dodnes šestým nejlepším v celé historii. Rekord překonala 4. února 1990 v Čeljabinsku Ludmila Engquistová (7,69 s) a až v roce 2008 zaběhla Švédka Susanna Kallurová v Karlsruhe 7,68 s.

## Osobní rekordy
Dráha
- 100 m překážek - (12,45 s - 11. červen 1987, Neubrandenburg)

Hala
- Běh na 50 metrů překážek - (6,58 s - 20. února 1988, Berlín)  (Současný světový rekord)
- 60 m překážek - (7,73 s - 25. února 1989, Vídeň)